# Sly Cooper
Pour les articles homonymes, voir Sly.
La série Sly Cooper ou Sly Raccoon est une série de jeux vidéo de plate-forme développée par Sucker Punch Productions puis par Sanzaru Games et éditée par Sony Computer Entertainment. Elle a débuté en 2002 avec Sly Raccoon. En 2005, trois épisodes ont été commercialisés sur PlayStation 2. D'abord sous-entendu dans les bonus de la compilation The Sly Trilogy, puis confirmé lors de la conférence de Sony à l'E3 2011, un quatrième opus nommé Sly Cooper : Voleurs à travers le temps est sorti le 5 février 2013 en Amérique du Nord et le 27 mars 2013 en Europe sur PlayStation 3 et PlayStation Vita.
Le joueur dirige principalement Sly Cooper, un raton laveur cambrioleur et ses coéquipiers Bentley (tortue) ainsi que Murray (hippopotame). Les jeux mélangent jeu de plate-forme, jeu d'action et jeu d'infiltration avec des graphismes utilisant l'ombrage de celluloïd. Bien que l'ambiance soit souvent tendue à cause de la dextérité requise, le scénario contient de nombreuses scènes humoristiques.
En janvier 2014, une adaptation en film d'animation du premier volet de la série est annoncée pour 2016. Toutefois, l'échec critique et commercial total du film Ratchet et Clank semble avoir stoppé net la production du film.
Une série d'animation a officiellement été annoncée pour octobre 2019 mais aucune information sur l'avancement ou l'annulation de la série n'est disponible actuellement. En 2022, pour les 20 ans de la franchise, des goodies sont mis en vente par Sony et Sucker Punch.

## Historique
| Jeux Sly Cooper |                                         |
| 2002            | Sly Raccoon                             |
| 2003            |                                         |
| 2004            | Sly 2 : Association de voleurs          |
| 2005            | Sly 3                                   |
| 2006            |                                         |
| 2007            |                                         |
| 2008            |                                         |
| 2009            |                                         |
| 2010            | The Sly Trilogy                         |
| 2011            |                                         |
| 2012            |                                         |
| 2013            | Sly Cooper : Voleurs à travers le temps |

- Compilation

- Sly Raccoon, sorti en 2002, est le premier opus. Après l'assassinat du père de Sly, cinq malfaiteurs se faisant appeler « les Cinq Maléfiques » ont dérobé le Volus Ratonus, un ancien livre contenant tout le savoir-faire de la famille Cooper transmis depuis la première génération. Sly se retrouve donc en orphelinat où il y rencontre Bentley et Murray qui sont devenus ses seuls amis. Alors que les années passent, les trois compères décident de récupérer l'héritage de Sly. Pour cela, Sly doit dérober un fichier secret à l'inspecteur Carmelita Fox qui les pourchasse depuis longtemps. Grâce à ce fichier secret, le clan Cooper pourra retrouver et vaincre les Cinq Maléfiques pour récupérer toutes les pages du Volus Ratonus et le reconstituer.
- Sly 2 : Association de voleurs, sorti en 2004, est le deuxième opus. Après la défaite de Clockwerk face au clan Cooper, Sly et ses amis se sont lancés à la recherche de ses morceaux au musée du Caire. Mais à leur arrivée, ils se sont aperçus que les morceaux ont été volés par le gang de Klaww. Le clan Cooper, inquiet par les sombres desseins de ce gang, traquera les membres un à un dans le but de récupérer les morceaux de Clockwerk.
- Sly 3, sorti en 2005, est le troisième opus. Sly veut récupérer l'héritage réuni par sa famille au cours des générations. À la suite de l'accident de Bentley après la destruction de Clockeyla, Murray a quitté le clan laissant Sly et Bentley seuls. Le caveau familial des Cooper étant beaucoup trop bien protégé pour eux deux, ils doivent persuader Murray de réintégrer le clan et trouver l'aide d'autres spécialistes de différents domaines afin d'atteindre le caveau.
- Sly Cooper : Voleurs à travers le temps, sorti en 2013, est le quatrième opus. Après la mystérieuse disparition de Pénélope, Bentley s'est rendu compte que les pages du Volus Ratonus s'effacent. Sly et ses amis partent donc dans le passé avec la machine à remonter le temps que Bentley et Pénélope ont conçue pour retrouver les multiples ancêtres de Sly et démasquer celui qui s'en prend au clan Cooper. C'est après leur premier voyage au Japon féodal qu'ils découvrent les manigances de Cyril LeParadox : il se sert de hors-la-loi afin de se créer un nom dans l'Histoire.

## Système de jeu
Suivant la position dans le scénario, le joueur contrôle Sly ou ses coéquipiers pour réaliser divers objectifs, tels que s'infiltrer à l'intérieur d'un bâtiment, dérober, s'enfuir, poursuivre... Il arrive également que le joueur dirige un hélicoptère ou une voiture téléguidée, un bateau, ou encore un avion, suivant la situation. L'infiltration et la discrétion sont des éléments que le joueur doit maîtriser sous peine de se faire repérer par les nombreux gardes.
Le jeu utilise la vue à la troisième personne, sauf pour certains passages assez rares lorsque Sly rampe sous des éléments. Lorsqu'un personnage utilise des jumelles (appelées binocom), c'est la vision subjective.

## Personnages

### Les personnages principaux
Chaque personnage du jeu dispose d'une panoplie de mouvements propre à lui-même.
- Sly Cooper,  un raton laveur, est le personnage principal de la série. Descendant de la lignée des Cooper, famille de grands maîtres voleurs, il est le chef du clan.

Son père a été tué par les Cinq Maléfiques le soir où il devait lui remettre son héritage : le Volus Ratonus, qui est le livre des techniques inventées par sa famille au fil des époques. À la suite de ce malheur, il a passé dix ans dans un orphelinat et y a ainsi rencontré Bentley et Murray, deux autres orphelins qui sont devenus ses seuls amis. Sa serpe d'or est le modèle grand luxe d'un outil que sa famille se transmet de génération en génération, et qui au fil du temps a connu différents modèles.
Sly dispose d'une très grande panoplie de mouvements. Il peut marcher sur des cordes, grimper sur des tuyaux, ramper sous des obstacles, glisser sur des rails, sauter sur des pointes acérées ou encore faire les poches des gardes avec sa serpe.
- Bentley, une tortue très intelligente, est le cerveau de la bande. C'est lui qui dirige et conseille les différents personnages lors des opérations. C'est un expert en piratage informatique et mordu d'outils électroniques. À partir du troisième épisode, il se déplace en fauteuil roulant, ayant perdu l'usage de ses jambes après le combat ultime du deuxième opus. C'est un des rares personnages de jeu vidéo à être handicapé[réf. nécessaire].

Bentley est très équipé en gadgets en tous genres. Il utilise principalement des bombes et des fléchettes pour se défendre.
- Murray, un hippopotame rose, est le costaud du groupe. Il ne brille pas par son intelligence mais par ses muscles, sa sympathie et ses répliques humoristiques. Dans le troisième opus de la série, déprimé par l'accident de Bentley, il partit seul en Australie chercher la paix intérieure auprès d'un gourou aborigène. Par la suite, il revient dans le clan Cooper à la demande de ses coéquipiers.
- l'inspecteur Carmelita Montoya Fox est une renarde policière qui pourchasse Sly et ses amis depuis des années. Pourtant, elle et Sly sont secrètement amoureux et n'osent se l'avouer qu'à la fin du troisième épisode.

Carmelita, jouable à partir du troisième épisode, se bat au moyen de son pistolet paralysant.

### Les personnages secondaires
- Le Gourou : Gourou aborigène du Bush australien et maître de la technique d'Oniritemps, Le Gourou ne se bat qu'avec ses facultés psychiques. En effet, il peut prendre le contrôle de l'esprit des gardes pour s'en servir ou encore se transformer en objet pour tromper les gardes.
- Pénélope : Cette jeune souris hollandaise a été repérée par le clan Cooper pour son expertise en hélicommandés et en mécanique. Après avoir été vaincue par Sly sous le déguisement du Baron Noir, Pénélope intègre le clan. Elle devient la petite amie de Bentley, qui ensemble, construisent une machine à remonter le temps. Dans le quatrième opus, elle a mystérieusement disparu, et c'est en se rendant en Angleterre médiévale que le clan Cooper s'est aperçu de la supercherie de Pénélope qui a changé de camp pour intégrer celui de LeParadox. On apprend à la fin du jeu que Pénélope s'est échappée de la prison dans laquelle elle était enfermée.
- Le Panda King : Au départ rival de Sly dans le premier épisode, le Panda King s'est rangé et coulait une vie paisible en tant que moine. Il a accepté d'aider le clan Cooper après que celui-ci lui a promis de sauver sa fille d'un mariage forcé. Le Panda King est un expert démolisseur et peut lancer des feux d'artifice sur un grand nombre d'ennemis à la fois.
- Dimitri : Ancien membre du gang de Klaww, Dimitri a été libéré par Sly lors de son passage à Venise. Après s'être rendu mutuellement plusieurs services, Dimitri a rejoint le clan Cooper en tant qu'expert plongeur. Dans le quatrième épisode, Dimitri, resté à Paris, indique au clan Cooper les époques auxquelles il doit se rendre.
- Rioichi Cooper : Maître sushi et ninja professionnel, Rioichi Cooper est l'ancêtre de Sly vivant au Japon féodal. Une de ses techniques principales est le dragon bondissant, qui lui permet de passer de pointes en pointes même si elles sont séparées par de grandes distances. Rioichi Cooper peut également courir près des gardes sans se faire remarquer.
- Tennessee Kid Cooper : Ancêtre de Sly des grandes épopées du Far West, Tennessee Kid Cooper a la faculté d'avoir une double arme : d'un côté, il utilise une serpe, et de l'autre, il peut tirer sur ses ennemis.
- Bob Cooper : Il est le tout premier Cooper de l'Histoire. N'étant pas aussi habile que Sly, Bob peut en revanche escalader des murs de glace ou encore effrayer les gardes au moyen d'un puissant hurlement.
- Richard Cœur-de-Raton : Au tempérament bouillant, Richard Cœur-de-Raton est l'ancêtre de Sly vivant en Angleterre médiévale. Il a la faculté de se propulser haut après s'être pendu à des crochets grâce à sa technique de la catapulte infernale.
- Salim Al-Kupar : Cet ancêtre de Sly vivait au temps de l'Arabie antique et des Quarante voleurs, dont il a été membre. Lorsque Sly le trouve, il est devenu un vieillard ronchon sur le point de prendre sa retraite. Salim Al-Kupar dispose de la faculté de grimper très rapidement le long des cordes grâce à sa technique du cobra grimpeur et de planer sur un tapis volant à la manière du paraglisseur de Sly.

## Les méchants
Ce sont des gangs ou des truands agissant seuls. Quoi qu'il en soit, leur point commun est qu'ils sont forcément ennemis du Clan Cooper.

### Apparus dans «Sly Raccoon»
Dans cet épisode, les méchants forment un groupe nommé Les Cinq Maléfiques :
- Sir Raleigh : Lassé de sa vie d’aristocrate, ce batracien se tourna vers la piraterie et en vit rapidement les bénéfices. Il se retira alors dans le Triangle de Galles où il y créa une machine tempête afin de piller les bateaux et devint le machiniste en chef des Cinq Maléfiques.
- Muggshot : Subissant une enfance difficile due aux persécutions des enfants de son âge, Muggshot s’est réfugié dans les films de gangsters. Voulant alors imiter ce qu’il voyait à l’écran, il avait travaillé dur afin de devenir comme ceux qu’il considérait comme ses héros. Il se vengea alors contre tous ceux qui lui avaient fait du mal. Il s’est ensuite retiré à Mesa City, aux États-Unis, afin d’y bâtir son empire. C’est donc ainsi qu’il devint le plus costaud (et le moins intelligent) des Cinq Maléfiques. Il est également le seul antagoniste de la saga que le gang affronte plusieurs fois à savoir Sly, Murray et Carmelita (bien que le corps de Clockwerk revienne à travers Neyla)
- Miss Ruby : Ayant été rejetée de tous dû à son intérêt pour le surnaturel, cette prêtresse vaudou s’est recluse au fond des marais d’Haïti afin d’y pratiquer la magie noire et y fonder une armée de morts-vivants. Elle est alors devenue la chef mystique des Cinq Maléfiques.
- Le Panda King : Originaire d’un petit village des montagnes de Kunlun en Chine, le Panda King a depuis tout petit été fasciné par les feux d’artifice organisés par les nobles. Après en avoir appris les bases, il fut rejeté après avoir proposé ses services à cause de ses vêtements jugés trop simples. Il utilisa alors son art comme une méthode de destruction massive et intégra le gang des Cinq Maléfiques en tant qu’expert démolisseur.
- Clockwerk : Cet immense hibou d’acier est l’ennemi de la famille Cooper depuis le début de son existence. Après avoir fondé le gang des Cinq Maléfiques et tué le père de Sly, il a réparti le Volus Ratonus entre chaque membre du gang et s’est réfugié au sommet du volcan russe Krakarov, attendant la revanche de Sly. Malgré son apparence, il est l'un des rare personnages à ne pas être anthropomorphique.

### Apparus dans «Sly 2: Association de voleurs»
Dans cet épisode, les méchants forment un groupe nommé Le gang de Klaww :
- Dimitri : Ayant raté sa vie d’artiste, Dimitri mène une double vie : il est à la fois connu dans la jet-set et dans le crime. Il est le détenteur d’un club de disco à Paris où se regroupent de nombreuses personnes influentes et qui masque son activité frauduleuse : créer de faux billets de monnaies en se servant des plumes de Clockwerk comme planches à impressions.
- Rajan : Grandissant dans la misère à Calcutta, Rajan a commencé sa vie de malfrat tout petit en vendant illégalement des épices. Il est alors devenu riche et s’est payé un palais indien afin de s’imposer en tant que roi. De plus, il utilise les ailes de Clockwerk comme trophée sur une immense statue surplombant sa salle de bal. Après que Sly et ses acolytes eurent récupéré les ailes de Clockwerk, Rajan, déchu et éhonté, se réfugia dans un vieux temple de la jungle indienne. C’est là qu’il produisait son commerce d’épices, utilisant scrupuleusement le cœur de Clockwerk afin de décupler sa production.
- La Comtesse : Après avoir capturé Sly et Murray, Bentley partit les délivrer de la prison tenue par la Comtesse, à Prague. La Comtesse est une personne influente auprès d’Interpol. La prison qu’elle possède est due à la fortune laissée par son mari qu’elle a empoisonné quelques semaines après leur mariage. Elle y reçoit de nombreux prisonniers auxquels elle applique sa technique d’hypno thérapie afin de les remettre dans le droit chemin. Une fois le clan Cooper réunit, la Comtesse s’échappe de sa prison pour trouver refuge dans son château gothique en compagnie des yeux de Clockwerk. Interpol, ayant découvert le passé de la Comtesse dans le gang de Klaww, a envoyé le sergent Neyla afin de l’arrêter.
- Jean Bison : Enseveli par une avalanche lors de la ruée vers l’or de 1852, il fut réanimé par la fonte des glaces. Habité par la mentalité de l’époque, Jean Bison a monté un réseau de chemin de fer dans le nord canadien par le biais duquel il livre les épices. Il alimente ses trains en puisant l’énergie des poumons et de l’estomac de Clockwerk. Une fois son trafic d’épices stoppé, Jean Bison se lança dans la déforestation afin d’alimenter les batteries générant les aurores boréales. Il possède les serres de Clockwerk avec lesquels il est capable de couper un arbre d’un seul coup.
- Arpeggio : Ce petit perroquet surdoué a longtemps souffert d’un complexe vis-à-vis des autres oiseaux de son âge : il ne grandissait pas. Incapable de voler, il s’est alors épris de passion pour les œuvres de la Renaissance italienne, ce qui lui permit de devenir l’inventeur en chef du gang de Klaww. Il s’est construit un immense dirigeable et a manipulé les autres membres du gang afin de l’aider à réunir les morceaux de Clockwerk. Une fois assemblés, Arpeggio comptait fusionner avec l’oiseau de métal et diffuser l’hypno-haine sur le monde grâce aux épices.
- Neyla : Tout d’abord présentée comme l’assistance de Carmelita, Neyla s’est révélée être une traîtresse agissant pour son propre compte, et a trahi à la fois le clan Cooper, le gang de Klaww et Interpol. C’est elle qui a finalement fusionné avec Clockwerk afin d’accomplir ses desseins et tenter de contrôler le monde.

### Apparus dans «Sly 3»
Dans cet épisode, ces méchants ne font pas partie du gang du Docteur M, mais après avoir vaincu un boss, une nouvelle recrue rejoint le clan Cooper :
- Don Octavio : Sur le point de devenir un grand ténor d’opéra, Octavio a été évincé de la scène par les changements de goûts musicaux pour le rock n’roll. Il s’est alors tourné vers la mafia et a élaboré un plan machiavélique visant à engloutir les bâtiments de Venise avec du goudron pour se venger de tous ceux qui ont oublié l’opéra.
- Le masque noir de la terre sombre : Malencontreusement déterré par les mineurs à Ayer’s Rock dans le Bush Australien, ce masque maléfique décuple la taille et la puissance de la personne qui le porte.
- Le Baron noir : Connu pour ses nombreuses victoires de combaériens hollandais, le baron noir a su se faire un nom. Il est à la tête du tournoi chaque année et personne n’a pu le détrôner. Lorsque Sly le bat, le baron noir se révèle être Pénélope, qui avait pris ce déguisement afin de participer aux combaériens dans la légalité de l’âge. Mais victime de son succès, elle avait dû revêtir son costume de plus en plus souvent.
- Le Général Tsao : Puissant général du nord de la Chine et issu d’une famille imposante, Tsao est tombé sous le charme de Jing King, la fille du Panda King. Il l’a alors enlevé pour la marier de force et a exilé le Panda King.
- Capitaine LaFouine : D’abord partis sur les traces du terrible Pat l’Éthique dans la Baie du Bain de Sang, une ville isolée du reste de monde qui s’obstine à perpétuer les traditions pirates, dans le but de récupérer l’équipement de plongée de René Lousteau, le grand-père de Dimitri, Sly et ses amis se confrontent finalement au capitaine Lafouine, un pirate tordu mais puissant. Ce pirate détient le meilleur fort de la ville et un équipage gigantesque. Avide de trésors, il n’hésite pas à suivre le clan Cooper sur l’île du Poignard et à enlever Pénélope.
- Le Docteur M : Savant fou doté d’un grand intellect et d’une attirance très prononcée pour l’argent, le Docteur M désire pénétrer dans le Caveau des Cooper, sur l’île de Kaine, afin d’y récupérer l’or transmis de générations en générations dans la famille Cooper. Il s’y est construit une imposante forteresse afin d’empêcher quiconque voulant atteindre le caveau. Lors du combat contre le Docteur M à l’entrée du caveau, celui-ci révèle avoir été le cerveau du clan du père de Sly.

### Apparus dans «Sly Cooper: Voleurs à travers le temps»
Dans cet épisode, les méchants agissent pour le compte de LeParadox qui les envoie dans le passé pour accomplir ce qu'ils veulent en échange des serpes de la famille Cooper :
- El Jefe : Stratège hors pair, El Jefe est connu pour avoir renversé les gouvernements de plusieurs pays dans le monde. Après avoir mystérieusement disparu avant son arrestation, El Jefe a été engagé par LeParadox pour voler la serpe de Rioichi Cooper au Japon féodal. Par ailleurs, il est le cousin de Rajan.
- Toothpick : Originaire d’Europe de l’Est, ce gangster a suivi ses deux passions d’enfance : l’or et les films de cow-boys. Après s’être allié à LeParadox, il est parti au Far-West pour voler la serpe de Tennessee Kid Cooper, qu’il a interpellé avant son plus gros braquage. Toothpick l’a alors emprisonné en a volé l’or. Complètement égocentrique, il fait régner sa loi en tant que shérif de la ville.
- le Grizz : Tout d’abord connu comme petite racaille, Grizz a connu la gloire grâce à son art urbain. Mais le public s’est lassé très vite de ses œuvres, et il a décidé de s’allier avec LeParadox pour aller à la Préhistoire afin de concevoir de fausses peintures rupestres pour pouvoir les vendre dans le présent.
- le Chevalier noir : Cet étrange chevalier a bouleversé l’époque médiévale en Angleterre en y apportant des technologies robotiques surpuissantes. Il s’agit d’un déguisement de Pénélope qui a trahi le clan Cooper à cause de sa soif de pouvoir.
- Miss Décibel : Issue d’une riche famille anglaise, Miss Décibel était passionné par la musique classique. Mais alors qu’elle effectuait une représentation musicale dans son enfance, le public l’a hué, ce qui lui a provoqué un coup de colère. C’est par cet énervement qu’elle s’est bloquée une trompette dans la trompe. Ironie du sort, Miss Décibel avait alors le pouvoir de contrôler l’esprit des gens par le biais de sa musique hypnotique, et commit plusieurs vols. Éprise de LeParadox, elle a accepté de voyager en Arabie antique afin de lui créer de faux documents royaux.
- Cyrille LeParadox : Issu lui aussi d’une grande famille de voleurs, LeParadox désire prendre sa revanche sur la famille Cooper qui a humilié son père. D’abord arrêté après avoir commis un vol, LeParadox s’est fait passer pour un collectionneur d'art richissime afin de masquer ses activités. C'est le seul boss final à ne pas mourir à la fin du combat.

### Possibilité d'une suite
Les joueurs s'interrogent sur une possible suite à Sly 4, notamment car le jeu possède une fin secrète où l'on découvre Sly perdu en Égypte. Fin 2019, Mat Kraemer, créateur artistique chez Sanzaru Games, déclare ne pas être contre une possible suite et appelle les fans à se manifester chez Sony. Sly Cooper 5 aurait été aperçu début 2020 chez Instant Gaming et chez sa filiale Press-Start, même s'il ne s'agit probablement que d'une erreur.